# Transformada del sinus i del cosinus
Les transformades sinus i cosinus de Fourier, dins l'àmbit de la matemàtica, són formes de la transformada de Fourier que no utilitzen nombres complexos ni requereixen freqüència negativa. Són les formes utilitzades originalment per Joseph Fourier i encara són preferides en algunes aplicacions, com ara el processament de senyals o l'estadística.

La transformada sinusoïdal de Fourier de f(t), de vegades denotada per qualsevol {\displaystyle {\hat {f}}^{s}} o {\displaystyle {\mathcal {F}}_{s}(f)}, és
{\displaystyle {\hat {f}}^{s}(\xi )=\int _{-\infty }^{\infty }f(t)\sin(2\pi \xi t)\,dt.}
Si t és el temps, aleshores ξ és la freqüència en cicles per unitat de temps, però en abstracte, poden ser qualsevol parell de variables que siguin duals entre si.
Aquesta transformada és necessàriament una funció de simetria imparella de la freqüència, és a dir, per a tot ξ :
{\displaystyle {\hat {f}}^{s}(-\xi )=-{\hat {f}}^{s}(\xi ).}
Els factors numèrics de les transformades de Fourier es defineixen únicament només pel seu producte. Aquí, per tal que la fórmula d'inversió de Fourier no tingui cap factor numèric, apareix el factor 2 perquè la funció sinus té la norma L2 de {\displaystyle {\tfrac {1}{\sqrt {2}}}.}
La transformada del cosinus de Fourier de f(t), de vegades denotada per qualsevol {\displaystyle {\hat {f}}^{c}} o {\displaystyle {\mathcal {F}}_{c}(f)}, és
{\displaystyle {\hat {f}}^{c}(\xi )=\int _{-\infty }^{\infty }f(t)\cos(2\pi \xi t)\,dt.}
És necessàriament una funció parell de freqüència, és a dir, per a tot ξ :
{\displaystyle {\hat {f}}^{c}(\xi )={\hat {f}}^{c}(-\xi ).}
Com que les freqüències positives poden expressar completament la transformada, es pot evitar el concepte no trivial de freqüència negativa que es necessita en la transformada de Fourier regular.